# الحمراء، حجة
الحمراء هي إحدى قرى الجمهورية اليمنية. وهي تتبع جغرافيًا لمحافظة حجة. وإداريًا لمديرية بني قيس الطور. يبلغ تعداد سكانها 3309 نسمة حسب الإحصاء الذي جرى عام 2004.